# Бойцы (фильм, 1995)
«Бойцы»  (англ. Soldier Boyz) — американский малобюджетный боевик режиссёра Луи Морно с участием популярного актёра в жанре «экшен»  Майкла Дудикоффа. Вышел на экраны в 1995 году.

## Сюжет
Линь Марк — глава Фронта освобождения Вьетнама, сбивает американский самолет с гуманитарным грузом. В живых остается только одна сопровождающая борт американка Габриелла, дочь миллиардера Прескопа.
Папа Прескоп обращается к бывшему спецназовцу майору Толливеру (Дудикофф), а теперь воспитателю исправительной тюрьмы для молодежи, с просьбой о помощи. Тот требует немногого — освободить ребят из тюрьмы, которые вместе с ним отправятся во Вьетнам и перечислить 10 миллионов долларов в калифорнийские школы, библиотеки и другие бюджетные организации.Команда, которую он набрал, состоит из «одаренных» преступников типа Майкла Ники, убийцы и насильника, девахи, которая зарубила бомжа топором, тайного нациста, воспитанного отцом в духе ненависти к чёрным и евреям...
Группа, ведомая Талливером, пробирается во Вьетнам и, как в десятках других картин, умудряется перелопатить подчистую всех своих противников.

## В ролях
- Майкл Дудикофф — майор Хауард Толливер
- Кари-Хироюки Тагава — Вин Мот
- Дэвид Бэрри Грэй — Лэмб
- Ченнон Роу — Брофи
- Тайрин Тернер — Баттс
- Седрик Террел — Монстр
- Деметриус Наварро — Лопес
- Жаклин Обрадор — Васкес
- Николь Хансен — Габриэль
- Дон Строуд — Гетен

## Интересные факты
- Фильм выпускался на лицензионном видео в России дистрибьютором «Видеосервис» в переводе Юрия Сербина.
- В соответствии с Системой возрастной классификации кинопоказа в России лента имеет категорию: «Фильм разрешен для показа зрителям, достигшим 16 лет».
- По фильму в 1997 г. компаниями Hypnotix и MPCA Interactive была создана одноименная компьютерная игра.